# Ben Lomond (Arkansas)
Ben Lomond is een plaats (town) in de Amerikaanse staat Arkansas, en valt bestuurlijk gezien onder Sevier County.

## Demografie
Bij de volkstelling in 2000 werd het aantal inwoners vastgesteld op 126.
In 2006 is het aantal inwoners door het United States Census Bureau geschat op 130, .

## Geografie
Volgens het United States Census Bureau beslaat de plaats een oppervlakte van
10,2 km². Ben Lomond ligt op ongeveer 106 m boven zeeniveau.